# Spinoberea
Spinoberea – rodzaj chrząszczy z rodziny kózkowatych i podrodziny zgrzypikowych.

## Zasięg występowania
Przedstawiciele tego rodzaju występują w południowych Chinach oraz Wietnamie.

## Systematyka
Do Spinoberea należą 2 gatunki:
- Spinoberea cephalotes
- Spinoberea subspinosa